# Emmanuel Collard
Emmanuel Collard (Arpajon, 3 aprile 1971) è un pilota automobilistico francese.

## La carriera
Dopo un'ottima carriera nel karting (in cui diviene campione del mondo nella categoria Formula A nel 1988), Emmanuel Collard passa alle vetture vere e proprie nel 1989, nel campionato francese di Formula Renault, in cui giunge subito secondo. Accompagnato da grandi aspettative testa nell'inverno dello stesso anno una vettura di Formula 1, la Ligier. A 18 anni diventa così il più giovane pilota ad aver testato una vettura della massima serie (record di precocità poi battuto nel 2002 da Nico Rosberg).
A partire dal 1990 diventa tester per la Ligier, pur continuando la sua carriera nelle formule minori. Nel 1990 vince il campionato francese di F.Renault, passa poi brevemente in F3, per poi partecipare all'International Formula 3000 nel 1992, dove chiude ottavo con 13 punti e un podio. Negli anni seguenti continua nel suo lavoro di collaudatore per molti team della F1: Benetton, Williams e Tyrrell. Proprio con la Tyrrell sembra venuto il momento di debuttare in F1, ma l'assenza di fondi non ne consentirà l'ingaggio. Ken Tyrrell esprimerà il dispiacere di vedere un pilota così talentuoso senza un adeguato sostegno finanziario.
Prosegue l'impegno in F3000 anche nel 1993, chiudendo con soli quattro punti.
Dal 1995 Collard partecipa alla Porsche Supercup, che vince nel 1996. Diventa così pilota ufficiale della Porsche nella specialità Endurance, tanto da far debuttare vittoriosamente la Porsche GT1 nel campionato GT. All'inizio del 1997 sembra che Collard possa nuovamente avvicinarsi alla Formula 1, quale sostituto di Shinji Nakano alla Prost Grand Prix. Solo il rifiuto del fornitore di motori, la Mugen Motorsports, di vedere sacrificato il proprio pilota, costringe Prost a rinunciare all'ingaggio. Dopo l'infortunio di Olivier Panis al Gran Premio del Canada (lo stesso giorno Collard sfiora la vittoria alla 24 Ore di Le Mans) sembra pronto per prenderne il posto dal successivo Gran Premio di Francia, ma Alain Prost punta invece su Jarno Trulli, sostenuto da Flavio Briatore, vecchio proprietario della scuderia, col nome di Ligier.
A questo punto Collard decide di dedicarsi alle gare di durata, diventandone uno dei piloti di maggiore spicco. Vincitore del campionato internazionale di sport prototipi nel 1998 e 1999 con una Ferrari 333 SP della JMB Racing (assieme a Vincenzo Sospiri), vincitore della 24 Ore di Daytona nel 2005, vince anche la Le Mans Series nel 2005 e 2006 per la Pescarolo Sport così come la 12 Ore di Sebring nel 2008 con la Porsche RS Spyder del Team Penske.

## Risultati nella 24 ore di Le Mans
| Anno | Team                                  | Co-Piloti                             | Auto                      | Classe | Giri | Pos. | Classe Pos. |
| ---- | ------------------------------------- | ------------------------------------- | ------------------------- | ------ | ---- | ---- | ----------- |
| 1995 | Larbre Compétition                    | Dominique Dupuy Stéphane Ortelli      | Porsche 911 GT2 Evo       | GT1    | 82   | DNF  | DNF         |
| 1996 | La Filière Elf                        | Henri Pescarolo Franck Lagorce        | Courage C36-Porsche       | LMP1   | 327  | 7°   | 2°          |
| 1997 | Porsche AG                            | Ralf Kelleners Yannick Dalmas         | Porsche 911 GT1           | GT1    | 327  | DNF  | DNF         |
| 1998 | Toyota Motorsports Toyota Team Europe | Martin Brundle Éric Hélary            | Toyota GT-One             | GT1    | 191  | DNF  | DNF         |
| 1999 | Toyota Motorsports Toyota Team Europe | Martin Brundle Vincenzo Sospiri       | Toyota GT-One             | LMGTP  | 90   | DNF  | DNF         |
| 2000 | Team DAMS                             | Éric Bernard Franck Montagny          | Cadillac Northstar LMP    | LMP900 | 300  | 19°  | 9°          |
| 2001 | DAMS                                  | Éric Bernard Marc Goossens            | Cadillac Northstar LMP01  | LMP900 | 56   | DNF  | DNF         |
| 2002 | Team Cadillac                         | Éric Bernard JJ Lehto                 | Cadillac Northstar LMP02  | LMP900 | 334  | 12°  | 10°         |
| 2003 | Alex Job Racing Petersen Motorsports  | Sascha Maassen Lucas Luhr             | Porsche 911 GT3-RS        | GT     | 320  | 14°  | 1°          |
| 2004 | Pescarolo Sport                       | Sébastien Bourdais Nicolas Minassian  | Pescarolo C60-Judd        | LMP1   | 282  | DNF  | DNF         |
| 2005 | Pescarolo Sport                       | Jean-Christophe Boullion Érik Comas   | Pescarolo C60 Hybrid-Judd | LMP1   | 368  | 2°   | 2°          |
| 2006 | Pescarolo Sport                       | Érik Comas Nicolas Minassian          | Pescarolo C60 Hybrid-Judd | LMP1   | 352  | 5°   | 4°          |
| 2007 | Pescarolo Sport                       | Jean-Christophe Boullion Romain Dumas | Pescarolo 01-Judd         | LMP1   | 358  | 3°   | 3°          |
| 2008 | Pescarolo Sport                       | Jean-Christophe Boullion Romain Dumas | Pescarolo 01-Judd         | LMP1   | 238  | DNF  | DNF         |
| 2009 | Team Essex                            | Casper Elgaard Kristian Poulsen       | Porsche RS Spyder Evo     | LMP2   | 357  | 10°  | 1°          |
| 2010 | Corvette Racing                       | Oliver Gavin Olivier Beretta          | Chevrolet Corvette C6.R   | GT2    | 255  | DNF  | DNF         |
| 2011 | Pescarolo Team                        | Christophe Tinseau Julien Jousse      | Pescarolo 01-Judd         | LMP1   | 305  | DNF  | DNF         |
| 2012 | Pescarolo Team                        | Stuart Hall                           | Pescarolo 03-Judd         | LMP1   | 20   | DNF  | DNF         |
| 2013 | Prospeed Competition                  | François Perrodo Sébastien Crubilé    | Porsche 911 GT3 RSR       | GTE Am | 298  | 36°  | 9°          |
| 2014 | Prospeed Competition                  | François Perrodo Markus Palttala      | Porsche 911 GT3 RSR       | GTE Am | 194  | DNF  | DNF         |
| 2015 | AF Corse                              | Rui Águas François Perrodo            | Ferrari 458 Italia GT2    | GTE Am | 330  | 26°  | 4°          |
| 2016 | AF Corse                              | Rui Águas François Perrodo            | Ferrari 458 Italia GT2    | GTE Am | 331  | 27°  | 2°          |
| 2017 | TDS Racing                            | François Perrodo Matthieu Vaxivière   | Oreca 07-Gibson           | LMP2   | 213  | DNF  | DNF         |
| 2020 | AF Corse                              | Nicklas Nielsen François Perrodo      | Ferrari 488 GTE Evo       | GTE Am | 339  | 26°  | 3°          |
| 2022 | Team Penske                           | Dane Cameron Felipe Nasr              | Oreca 07-Gibson           | LMP2   | 368  | 9°   | 5°          |

## Palmarès
- Campionato mondiale di Kart Formula A 1988
- Campionato nazionale francese della Formula Renault 1990
- 24 Ore di Daytona 2005
- Petit Le Mans 1998
- FIA Sportscar 1998 e 1999
- Le Mans Series 2005 e 2006
- 12 Ore di Sebring 2008